# Alin Dobrosavlevici
Alin Dobrosavlevici (Moldova Nouă, 21 ottobre 1994) è un calciatore rumeno, difensore del Gloria Buzău.

## Carriera

### Club
Ha giocato nella prima divisione rumena.

### Nazionale
Ha giocato nella nazionale rumena Under-19.

## Palmarès

### Club

#### Competizioni nazionali
- Liga II: 1

Dunărea Călărași: 2017-2018